# Coppa Korać 1981-1982
La Coppa Korać 1981-1982 di pallacanestro maschile venne vinta dal CSP Limoges.

## Risultati

### Turno preliminare
| Team #1                       | Agg.      | Team #2                  | Andata | Ritorno |
| ----------------------------- | --------- | ------------------------ | ------ | ------- |
| Lattesole Bologna             | 173 - 158 | Īraklīs Salonicco        | 86-56  | 87-102  |
| PAOK Salonicco                | 201 - 164 | ABC Stock 84 Wels        | 103-72 | 98-92   |
| Hapoel Haifa                  | 200 - 203 | Verviers-Pepinster       | 66-69  | 84-91   |
| Vasas                         | 123 - 115 | Karşıyaka SK             | 65-51  | 58-64   |
| Arrigoni AMG Sebastiani Rieti | 149 - 137 | Avignone                 | 88-70  | 61-67   |
| Donar Groningen               | 199 - 182 | Solent Stars Southampton | 107-77 | 92-105  |
| OAR Ferrol                    | 187 - 140 | Sangalhos                | 108-72 | 79-68   |
| Sparta Bertrange              | 122 - 205 | Royal Anderlecht         | 56-104 | 66-101  |
| Olympiacos Pireo              | 139 - 156 | Maes Pils Mechelen       | 79-60  | 60-96   |
| T71 Dudelange                 | 139 - 200 | CSP Limoges              | 83-92  | 56-108  |

### Primo turno
| Team #1                       | Agg.      | Team #2              | Andata | Ritorno |
| ----------------------------- | --------- | -------------------- | ------ | ------- |
| Lattesole Bologna             | 163 - 146 | TJ Zbrojovka Brno    | 104-86 | 59-60   |
| PAOK Salonicco                | 181 - 197 | Zadar                | 88-94  | 93-103  |
| Verviers-Pepinster            | 178 - 182 | Efes Pilsen          | 91-90  | 87-92   |
| Vasas                         | 178 - 166 | CEP Fleurus          | 95-69  | 71-87   |
| Arrigoni AMG Sebastiani Rieti | 163 - 157 | Olimpija Lubiana     | 86-82  | 77-75   |
| Donar Groningen               | 187 - 189 | Cotonificio Badalona | 104-82 | 83-107  |
| ASPO Tours                    | 194 - 170 | OAR Ferrol           | 98-70  | 96-100  |
| Royal Anderlecht              | 165 - 169 | EB Orthez            | 93-86  | 72-83   |
| Miñón Valladolid              | 171 - 157 | Maes Pils Mechelen   | 100-79 | 71-78   |
| CSP Limoges                   | 183 - 165 | Aris Salonicco       | 106-77 | 77-88   |
| Hapoel Tel Aviv               | 189 - 195 | Šibenka              | 101-97 | 88-98   |

### Quarti di finale
Joventut de Badalona, Carrera Reyer Venezia, Spartak Leningrado, Stella Rossa Belgrado e Cagiva Varese ammesse direttamente al turno successivo.

#### Gruppo A
|    | Squadra               | G | V | P | PF  | PS  | Dif | P.ti |
| -- | --------------------- | - | - | - | --- | --- | --- | ---- |
| 1. | CSP Limoges           | 6 | 4 | 2 | 561 | 549 | +12 | 10   |
| 2. | Cotonificio Badalona  | 6 | 4 | 2 | 579 | 554 | +25 | 10   |
| 3. | Carrera Reyer Venezia | 6 | 3 | 3 | 587 | 563 | +24 | 9    |
| 4. | Spartak Leningrado    | 6 | 1 | 5 | 498 | 559 | -61 | 7    |

#### Gruppo B
|    | Squadra              | G | V | P | PF  | PS  | Dif | P.ti |
| -- | -------------------- | - | - | - | --- | --- | --- | ---- |
| 1. | Zadar                | 6 | 4 | 2 | 580 | 544 | +36 | 10   |
| 2. | EB Orthez            | 6 | 3 | 3 | 559 | 562 | -3  | 9    |
| 3. | Joventut de Badalona | 6 | 3 | 3 | 486 | 483 | +3  | 9    |
| 4. | Cagiva Varese        | 6 | 2 | 4 | 499 | 535 | -36 | 8    |

#### Gruppo C
|    | Squadra                       | G | V | P | PF  | PS  | Dif  | P.ti |
| -- | ----------------------------- | - | - | - | --- | --- | ---- | ---- |
| 1. | Šibenka                       | 6 | 5 | 1 | 585 | 538 | +47  | 11   |
| 2. | Arrigoni AMG Sebastiani Rieti | 6 | 4 | 2 | 579 | 516 | +63  | 10   |
| 3. | Miñón Valladolid              | 6 | 3 | 3 | 537 | 546 | -9   | 9    |
| 4. | Vasas                         | 6 | 0 | 6 | 466 | 567 | -101 | 6    |

#### Gruppo D
|    | Squadra               | G | V | P | PF  | PS  | Dif | P.ti |
| -- | --------------------- | - | - | - | --- | --- | --- | ---- |
| 1. | Stella Rossa Belgrado | 6 | 4 | 2 | 570 | 525 | +45 | 10   |
| 2. | Lattesole Bologna     | 6 | 3 | 3 | 538 | 535 | +3  | 9    |
| 3. | ASPO Tours            | 6 | 3 | 3 | 559 | 563 | -4  | 9    |
| 4. | Efes Pilsen           | 6 | 2 | 4 | 511 | 555 | -44 | 8    |

### Semifinali
| Team #1               | Agg.      | Team #2     | Andata | Ritorno |
| --------------------- | --------- | ----------- | ------ | ------- |
| Zadar                 | 170 - 183 | CSP Limoges | 92-84  | 78-99   |
| Stella Rossa Belgrado | 198 - 200 | Šibenka     | 115-99 | 83-101  |

### Finale
| Team #1     | Ris.    | Team #2 |
| ----------- | ------- | ------- |
| CSP Limoges | 90 - 84 | Šibenka |

| Coppa Korać 1981-1982 |
| --------------------- |
| CSP Limoges 1º titolo |

## Formazione vincitrice
| N° | Naz.                   | Ruolo | Sportivo               |  | Alt. |  |
| -- | ---------------------- | ----- | ---------------------- |  | ---- |  |
| 4  | Francia (bandiera)     | AG    | Yves-Marie Vérove      |  |      |  |
| 5  | Francia (bandiera)     | P     | Jean-Michel Sénégal    |  |      |  |
| 6  | Francia (bandiera)     | A     | Richard Billet         |  |      |  |
| 7  | Francia (bandiera)     | G     | Richard Dacoury        |  |      |  |
| 8  | Stati Uniti (bandiera) | G     | Ed Murphy              |  |      |  |
| 9  | Stati Uniti (bandiera) | AG    | Irv Kiffin             |  |      |  |
| 10 | Francia (bandiera)     | C     | Apollo Faye            |  |      |  |
| 11 | Francia (bandiera)     | A     | Didier Rose            |  |      |  |
| 12 | Francia (bandiera)     | A     | Benoît Trémouille      |  |      |  |
| 13 | Francia (bandiera)     | P     | Éric Narbonne          |  |      |  |
| 14 | Francia (bandiera)     | A     | Philippe Koundrioukoff |  |      |  |
| 15 | Francia (bandiera)     | AG    | Jean-Luc Deganis       |  |      |  |
|    | Francia (bandiera)     | All.  | André Buffière         |  |      |  |